# Ligne de tramway 395
La ligne 395 est une ancienne ligne de tramway du Groupe de Mons-Borinage de la Société nationale des chemins de fer vicinaux (SNCV) qui a fonctionné entre le 15 mai 1907 et 1943.

## Histoire
L'exploitation est assurée comme pour les autres lignes vapeur du capital 127 dit des lignes du Borinage par la société anonyme des Chemins de fer vicinaux montois, elle est reprise en mains propres par la SNCV au 1er janvier 1912.
Elle est supprimée en 1943.

## Infrastructure

### Dépôts et stations
Quévy.

## Exploitation

### Horaires
Tableaux :
- 395 en 1931[2].